# Diane Coyle
Diane Coyle (Bury (Gran Manchester), 12 de febrer de 1961) és economista i antiga assessora d'Hisenda al Regne Unit. Va ser vicepresidenta de la BBC Trust, l'òrgan de govern de la British Broadcasting Corporation, i va ser membre de la Comissió de la Competència del Regne Unit des del 2001 fins al 2019. Des de març de 2018 és professora de Polítiques Públiques a la Universitat de Cambridge, codirigint l'Institut Bennett.
Coyle va néixer a Bury, Lancashire, i va assistir a la Bury Grammar School for Girls, on un professor va involucrar la seva ment "molt escèptica i matemàtica" amb la forma de pensar lògica necessària en economia. Va fer els seus estudis universitaris al Brasenose College, Oxford sobre filosofia, política i economia. Al 1985, va obtenir un màster i un doctorat en Economia per la Universitat Harvard. La seva tesi doctoral es titula The dynamic behaviour of employment: Wages, contracts, productivity, business cycle (“El comportament dinàmic de l'ocupació: Salaris, contractes, productivitat, cicle empresarial”).

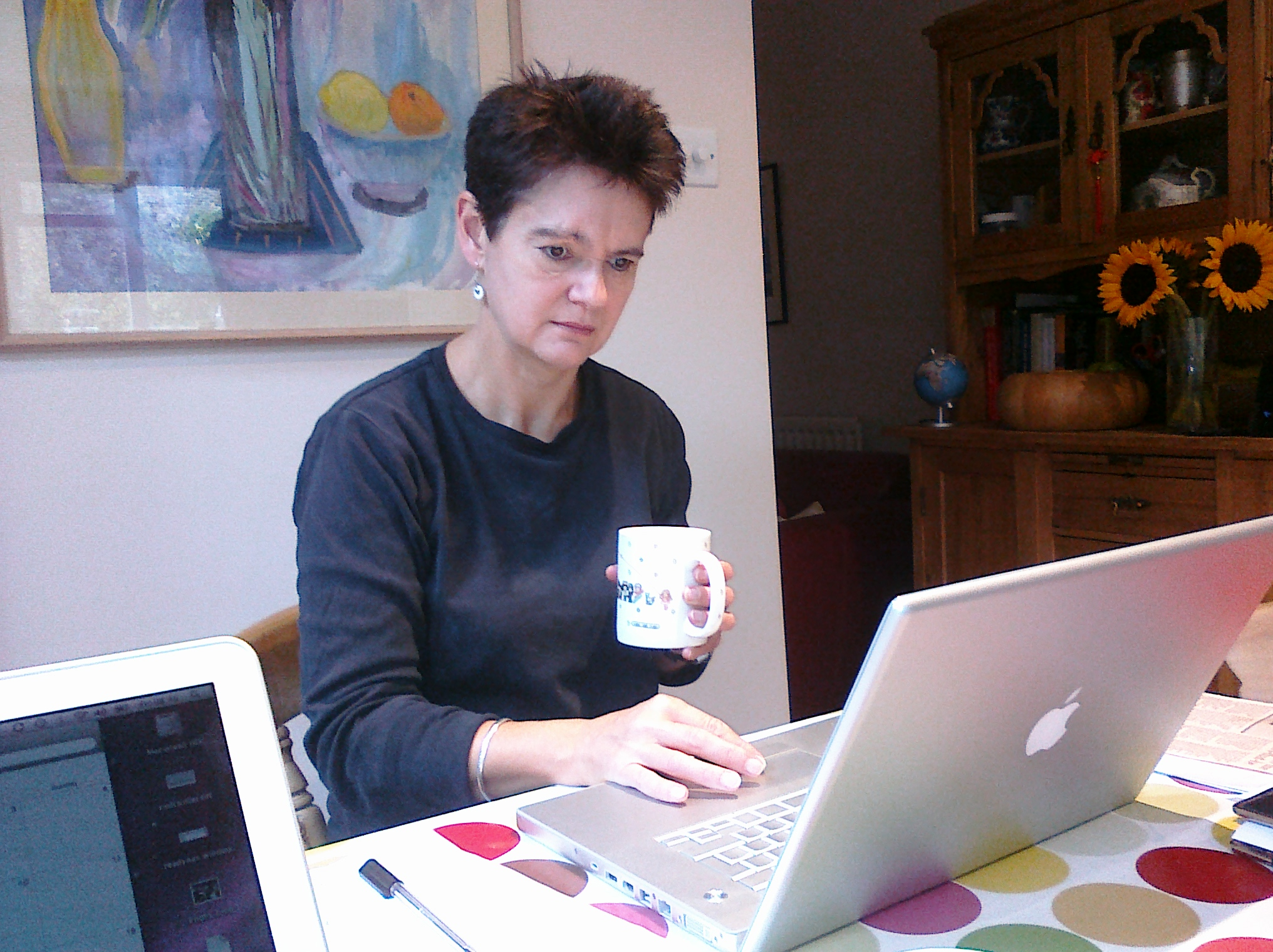
Coyle el 2009

Coyle va ser economista del Tresor del Regne Unit del 1985 al 1986 i, més tard, es va convertir en l'editora europea d'Investors Chronicle entre 1993 i 2001 i editora d'economia de The Independent.
Ha escrit una sèrie de llibres enfocats a educar la gent sobre diferents aspectes de l'economia. Ha dit que el seu primer llibre, The Weightless World (1997), va contribuir a la creació d'un centre radical. El seu llibre The Economics of Enough: How to Run the Economy As If the Future Matters (“Economia del suficient: com gestionar l'economia com si el futur importés”) explora conceptes de "suficiència" i sostenibilitat.
Coyle també va ser membre de la Comissió de la Competència del Regne Unit del 2001 al 2009, membre de la Royal Economic Society, anteriorment membre del Comitè consultiu sobre migracions de l'Agència fronterera del Regne Unit del 2009 al 2014, i membre de la Royal Society of Arts.
Coyle va ser anteriorment presentadora a la Ràdio BBC 4 i membre de la BBC Trust de novembre 2006 fins a l'abril 2015. El 7 d'abril de 2011, la Reina d'Anglaterra va aprovar Coyle com a vicepresidenta de la BBC Trust, l'òrgan de govern de la BBC. També ha estat contribuint regularment per Projectar Syndicate de llavors ençà 2017.
Va ser professora d'economia a la Universitat de Manchester del 2014 al 2018.
Des de març 2018, ha estat Professora de Política Pública a la Universitat d'@Cambridge, co-dirigint l'Insitut Bennett.
Coyle és directora general d'Enlightenment Economics, una consultoria econòmica per a grans empreses i organitzacions internacionals, especialitzada en noves tecnologies i globalització.

## Treballs publicats
- GDP: A Brief but Affectionate History (Princeton, NJ: Princeton University Press, 2014; 2a edició revisada i augmentada, 2015) ISBN 978-0-691-15679-8
- The Economics of Enough: How to run the economy as if the future matters (Princeton University Press, 2011) ISBN 978-0-691-14518-1
- The Soulful Science: what economists really do and why it matters (Princeton University Press, 2007) ISBN 978-0-691-14316-3
- Sex, Drugs and Economics: An Unconventional Introduction to Economics (Texere, 2002) ISBN 978-1-58799-147-9
- Paradoxes of Prosperity: Why the New Capitalism Benefits All (Texere, 2001) ISBN 978-1-58799-145-5
- Governing the World Economy (Polity, 2000) ISBN 978-0-7456-2363-4
- The Weightless World (MIT Press, 1997) ISBN 978-0-262-53166-5